# Deterioração dos ovos

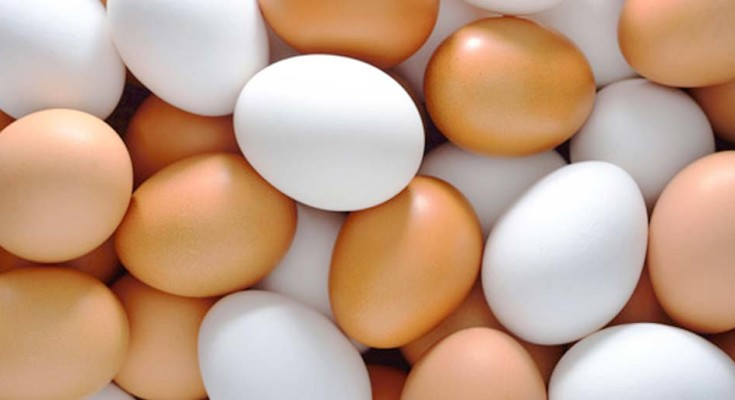
Imagem de ovos sem deterioração externa aparente.

O ovo (em geral ovo de galinha) é um alimento estéril, pelo menos em sua parte interna. Porém, a contaminação do ovo pode ocorrer por vários meios: água de lavagem, matéria fecal da ave, da gaiola ou do ninho, pela manipulação, embalagem e outros. No ovo existem barreiras de proteção contra microrganismos, barreiras físicas (membrana interna, cutícula, casca); barreiras químicas (albumina). Pode ocorrer contaminação microbiana com a casca do ovo íntegra ou não.

## Aspectos gerais da deterioração
Alterações no ovo com casca intacta podem ocorrer por várias vias como contaminação da casca, pela contaminação por microrganismo que penetram os poros da casca, e estes podem chegar a atravessar a membrana, atingindo a clara e a gema do ovo. Alterações podem ocorrer na casca do ovo como fissuras ou rachaduras que permitem a contaminação por fungos e ou bactérias levando a degradação do alimento.

## Alterações causadas por bactérias

Ilustração de salmonella presente em um ovo.

Embora o ovo possua características intrínsecas de defesa, algumas bactérias e fungos podem ser responsáveis por alterações físico-químicas, apresentando como consequência o processo de deterioração. Os gêneros de micro-organismos mais envolvidos nesse processo são Pseudomonas, Acinetobacter, Proteus, Aeromonas, Alcaligens, Escherichia, Micrococcus, Serratia, Enterobacter e Flavobacterium.
As bactérias possuem propriedades de alterações diferenciadas. A deterioração por esse tipo de micro-organismo pode apresentar manchas roxas em ovos, acompanhadas de leve odor, como bactérias do gênero Serratia. Proteus sp., Pseudomonas e Aeromonas apresentam alterações de enegrecimento do ovo, odor pútrido e desintegração da gema. Entretanto, pode haver a contaminação sem que haja a apresentação de alterações perceptíveis, como odor ou coloração, ou até mesmo apresentar um leve odor semelhante ao de frutas, podendo causar o descolamento da gema ou desintegração e a liquefação da albumina, como é caracterizado por algumas espécies Pseudomonas, Achromobacter, Alcaligenses e coliformes.

## Alterações causadas por fungos
Os fungos também podem provocar alterações físicas e químicas nos ovos. Emboloramento inicial chamado cabeça de alfinete, vários pontos de esporos de fungos e suas cores conforme o tipo de fungo deteriorante. Fator extrínseco que causa ou possibilita a deterioração do ovo, são alto teor de umidade da atmosfera. Em casos de estocagem de ovos em ambientes úmidos pode haver o desenvolvimento de fungos que podem penetrar através da casca, contaminando o albumén. Nesses casos, o desenvolvimento de fungos no albumén tem como consequência a completa gelificação, mudanças de cor e ruptura da membrana da gema. As espécies de fungos responsáveis por estes fatores são Penicillium, Sporotrichum, Mucor, Cladosporium e Alternaria.